# اوسامو اومیاما
اوسامو اومیاما (انگلیسی: Osamu Umeyama؛ زادهٔ ۱۶ اوت ۱۹۷۳) بازیکن فوتبال اهل ژاپن است.
از باشگاه‌هایی که در آن بازی کرده‌است می‌توان به باشگاه فوتبال آویسپا فوکوئوکا، باشگاه فوتبال آلبیرکس نیگاتا، باشگاه فوتبال توکیو، و باشگاه فوتبال توکیو وردی اشاره کرد.